# Saint-Léger-Vauban
Saint-Léger-Vauban é uma comuna francesa na região administrativa de Borgonha-Franco-Condado, no departamento de Yonne. Estende-se por uma área de 32,83 km². Em 2010 a comuna tinha 364 habitantes (densidade: 11,1 hab./km²).